# Koirasaari (ö i Mellersta Finland, Äänekoski)
Koirasaari är en ö i Finland. Den ligger i sjön Pyhäjärvi och i kommunen Äänekoski i den ekonomiska regionen  Äänekoski  och landskapet Mellersta Finland, i den centrala delen av landet, 280 km norr om huvudstaden Helsingfors. Öns area är 1,5 hektar och dess största längd är 240 meter i nord-sydlig riktning.